# Maysville (Missouri)
Maysville és una població dels Estats Units a l'estat de Missouri. Segons el cens del 2000 tenia 1.212 habitants.

## Demografia
Segons el cens del 2000, Maysville tenia 1.212 habitants, 457 habitatges, i 302 famílies. La densitat de població era de 410,5 habitants per km².
Dels 457 habitatges en un 34,4% hi vivien nens de menys de 18 anys, en un 52,7% hi vivien parelles casades, en un 10,1% dones solteres, i en un 33,7% no eren unitats familiars. En el 30,9% dels habitatges hi vivien persones soles el 18,8% de les quals corresponia a persones de 65 anys o més que vivien soles. El nombre mitjà de persones vivint en cada habitatge era de 2,49 i el nombre mitjà de persones que vivien en cada família era de 3,14.
Per edats la població es repartia de la següent manera: un 28,5% tenia menys de 18 anys, un 6,5% entre 18 i 24, un 25,7% entre 25 i 44, un 17,1% de 45 a 60 i un 22,1% 65 anys o més.
L'edat mediana era de 38 anys. Per cada 100 dones de 18 o més anys hi havia 81,9 homes.
La renda mediana per habitatge era de 27.727 $ i la renda mediana per família de 36.979 $. Els homes tenien una renda mediana de 28.382 $ mentre que les dones 18.646 $. La renda per capita de la població era d'11.871 $. Entorn del 12,4% de les famílies i el 16,6% de la població estaven per davall del llindar de pobresa.

## Poblacions més properes
El següent diagrama mostra les poblacions més properes.